# Jagdstaffel 10
La Königlich Preußische Jagdstaffel Nr 10 ou Jagdstaffel 10 (terme abrégé en Jasta 10) est une escadrille de la Luftstreitkräfte, la branche aérienne de l'Armée impériale allemande pendant la Première Guerre mondiale. Jasta est un acronyme formé par l'abréviation du mot allemand Jagdstaffel (escadrille de chasse). L'unité totalise 157 victoires aériennes confirmées pendant la guerre, au prix de 20 pilotes tués et 10 blessés au combat ainsi qu'un tué dans un accident et 4 pilotes faits prisonniers.

## Histoire
La Jagdstaffel 10 est formée le 28 septembre 1916 à Phalempin, à l'ouest de Douai, sur la base d'une unité déjà existante : le Kampfseinsitzer Kommando (KEK) 3 (litt. détachement de chasseurs monoplaces 3), chargé de soutenir la 6e armée. Le KEK 3 est renommé pour devenir la Jagdstaffel 10 et son effectif est légèrement étendu. La nouvelle escadrille est opérationnelle dès le 6 octobre suivant et est équipée d'un assortiment d'avions divers : quatre Fokker E.IV, deux Fokker D.II, un Halberstadt D.II et deux Albatros D.II. L'unité est placée sous le commandement de l'Oberleutnant Ludwig Linck, un officier déjà expérimenté. De ce fait, l'escadrille est connue dans son secteur sous le nom de Jagdstaffel « Linck ».
L'Oberleutnant Linck est cependant tué au combat dès le 22 octobre et laisse son poste de Staffelführer à Karl Rummelspacher, qui va assurer la fonction jusqu'en juin 1917. Après avoir soutenu les opérations de la 5e armée jusqu'au début de l'année 1917, la Jasta 10 passe dans le secteur de la 4e armée près de Courtrai. Elle y reste jusqu'en novembre, lorsqu'elle est intégrée à la Jagdgeschwader I, la nouvelle escadre qui rassemble les Jasta 4, 6, 10 et 11 sous les ordres de Manfred von Richthofen. Surnommée le « cirque volant » en raison des couleurs vives des appareils de ses différentes escadrilles et de la façon dont elle est transportée en train le long du front comme un cirque le serait de ville en ville, cette escadre a vocation à être employée sur tous les points chauds du front de l'Ouest, plutôt qu'à soutenir une grande unité précise.

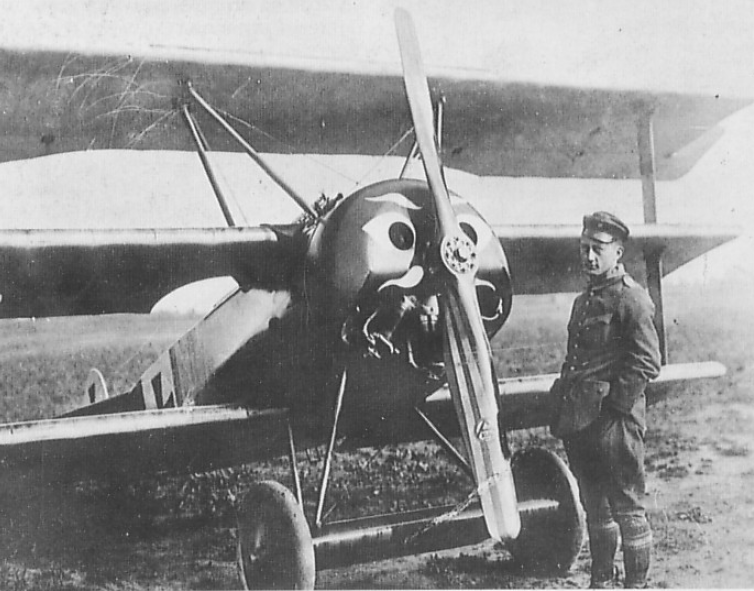
Werner Voss, l'éphémère commandement de la 10, devant son Fokker Dr.I personnel. Le visage peint sur le capot de son appareil a été interprété par Alex Imrie comme étant une référence aux cerfs-volants japonais Rokkaku, avec lesquels certains enfants de sa ville natale de Krefeld étaient familiers en raison des liens entre l'industrie textile de la ville allemande et le Japon.

En conséquence, la Jasta 10 sert à partir du mois de novembre 1917 sur plusieurs fronts et avec plusieurs armées. Les intenses combats auxquels elle prend part avant et après son affectation au « cirque volant » lui coûtent cependant plusieurs commandants : Albert Dossenbach (en) est tué au combat le 3 juillet 1917. Son successeur Ernst von Althaus est rapidement démis en raison de problèmes de vue qui se développent chez lui. Il est remplacé par Werner Voss, qui est tué à son tour le 23 septembre 1917. Hans Klein (en) prend ensuite le commandement de l'escadrille et le conserve jusqu'au 19 février 1918, lorsqu'il est blessé aux commandes de son Pfalz D.III. Son successeur, Erich Löwenhardt, est tué dans une collision aérienne avec un autre pilote allemand au cours d'un combat le 10 août 1918. Le commandement de l'escadrille passe alors au Leutnant der Reserve Arthur Laumann (en), qui va le conserver jusqu'à la fin des hostilités. 
L'escadrille est dissoute à une date indéterminée après la signature de l'armistice du 11 novembre 1918.

## Liste des commandants (Staffelführer)
1. Oberleutnant Ludwig Linck (tué au combat) : 21 septembre 1916 - 22 octobre 1916
2. Oberleutnant Karl Rummelspacher : 23 octobre 1916 - 18 juin 1917
3. Leutnant der Reserve Albert Dossenbach (en) (tué au combat) : 24 juin 1917 - 3 juillet 1917
4. Ernst von Althaus : 6 juillet 1917 - 30 juillet 1917
5. Werner Voss (tué au combat) : 30 juillet 1917 - 23 septembre 1917
6. Oberleutnant[7] Ernst Weigand (tué au combat) : 24 septembre 1917 - 25 septembre 1917
7. Leutnant der Reserve Hans Klein (en) (blessé au combat) : 27 septembre 1917 - 19 février 1918
8. Leutnant der Reserve Hans Weiss (en) (par intérim) : 27 mars 1918 - 1er avril 1918
9. Leutnant Erich Löwenhardt (par intérim) : 1er avril 1918 - 19 juin 1918
10. Leutnant Erich Löwenhardt : 1er avril 1918 - 19 juin 1918
11. Leutnant der Reserve Alois Heldmann (par intérim) : 19 juin 1918 - 6 juillet 1918
12. Leutnant Erich Löwenhardt (tué au combat) : 6 juillet 1918 - 10 août 1918
13. Leutnant der Reserve Alois Heldmann (par intérim) : 10 août 1918 - 14 août 1918
14. Leutnant der Reserve Arthur Laumann (en) : 14 août 1918 - 11 novembre 1918

## Membres célèbres
13 as de l'aviation ont fait partie de la Jagdstaffel 10 au cours de la guerre:
1. Erich Löwenhardt
2. Friedrich Friedrichs (en)
3. Alois Heldmann
4. Werner Voss
5. Justus Grassmann (en)
6. Paul Aue (en)
7. Hans Klein (en)
8. Friedrich Schumacher (en)
9. Wilhelm Kohlbach (de)
10. Arthur Laumann (en)
11. Ernst von Althaus
12. Albert Dossenbach (en)
13. Hans Weiss (en)

## Liste des bases d'opération
1. Phalempin : 28 septembre 1916 - 27 octobre 1916
2. Jametz, près de Stenay : 28 octobre 1916 - 12 décembre 1916
3. Ancrevillers (lieu non identifié) : 12 décembre 1916 - date de départ inconnue
4. Leffincourt : date d'arrivée inconnue - 1er mai 1917
5. Bersée : 2 mai 1917 - 24 mai 1917
6. Heule : 25 mai 1917 - 2 juillet 1917
7. Marckebeke (quartier de Courtrai) : 2 juillet 1917 - 21 novembre 1917
8. Iwuy : 21 novembre 1917 - 20 mars 1918
9. Awoingt : 20 mars 1918 - 27 mars 1918
10. Léchelle[8] : 27 mars 1918 - 3 avril 1918
11. Harbonnières-Proyart : 3 avril 1918 - 12 avril 1918
12. Cappy : 12 avril 1918 - 13 avril 1918
13. Lomme : 14 avril 1918 - 21 mai 1918
14. Étreux : 21 mai 1918 - 26 mai 1918
15. Ferme Puisieux[9](commune de Chambry) : 26 mai 1918 - 31 mai 1918
16. Ferme Rugny (commune de Beugneux) : 31 mai 1918 - 18 juillet 1918
17. Ferme Mont-Hussard (entre les communes de Braine et Courcelles-sur-Vesle)[10] : 18 juillet 1918 - 29 juillet 1918
18. Ferme Puisieux : 29 juillet 1918 - 10 août 1918
19. Ennemain : 10 août 1918 - 11 août 1918
20. Bernes : 12 août 1918 - 30 août 1918
21. Escaufourt : 30 août 1918 - 20 septembre 1918
22. Metz-Frescaty : 25 septembre 1918 - 8 octobre 1918
23. Marville : 9 octobre 1918 - 6 novembre 1918
24. Tellancourt : 7 novembre 1918 - 11 novembre 1918

### Note
1. ↑  Staffel est un terme féminin, en allemand[2].